# Conocephalus recticaudus
Conocephalus recticaudus är en insektsart som beskrevs av Bruner, L. 1915. Conocephalus recticaudus ingår i släktet Conocephalus och familjen vårtbitare. Inga underarter finns listade i Catalogue of Life.